# فهرست نمایندگان عرب کنست
شهروندان عرب اسرائیل از زمان نخستین انتخابات کنست در سال ۱۹۴۹ همواره در کنست حضور داشته‌اند. آنچه در ادامه آمده است فهرستی از ۱۰۰ عضو سابق و کنونی است. برخی از دروزی‌های اسرائیل با عنوان «عرب» مخالفت کرده و دروزی‌ها را به‌عنوان یک گروه قومی جداگانه می‌دانند. با این حال به دلیل اینکه زبان مادری آن‌ها عربی است در این فهرست قرار گرفته‌اند.

## نمایندگان فعلی (۱۰ نفر)
| نام نماینده کنست  | چهره                | حزب یا احزاب    | کنست‌ها                                     | یادداشت‌ها                                                |
| ----------------- | ------------------- | --------------- | ------------------------------------------ | -------------------------------------------------------- |
| منصور عباس        | Mansour Abbas       | فهرست متحد عربی | ۲۱، ۲۲، ۲۳، ۲۴، ۲۵                         | مسلمان سنی                                               |
| حمد عمار          | Hamad Amar          | اسرائیل خانه ما | ۱۸، ۱۹، ۲۰، ۲۲، ۲۳، ۲۴، ۲۵                 | دروز                                                     |
| یوسف عطاونه       | Youssef Atauna      | هدش             | ۲۰، ۲۵                                     |                                                          |
| یاسر حجیرات       | Yasir Hujeirat      | فهرست متحد عربی | ۲۵                                         |                                                          |
| ولید الهواشلة     | Waleed Al-Hwashla   | فهرست متحد عربی | ۲۵                                         |                                                          |
| ایمان خطیب یاسین  | Iman Khatib-Yasin   | فهرست متحد عربی | ۲۳، ۲۴، ۲۵                                 | مسلمان سنی                                               |
| ایمن عوده         | Ayman Odeh          | هدش             | ۲۰، ۲۱، ۲۲، ۲۳، ۲۴، ۲۵                     | غیر مذهبی (در خانواده سنی مسلمان به دنیا و بزرگ شده است) |
| ولید طه           | Waleed Taha         | فهرست متحد عربی | ۲۲، ۲۳، ۲۴، ۲۵                             |                                                          |
| احمد الطیبی       | Ahmad Tibi          | تعال            | ۱۵، ۱۶، ۱۷، ۱۸، ۱۹، ۲۰، ۲۱، ۲۲، ۲۳، ۲۴، ۲۵ | مسلمان سنی                                               |
| عایدة توما سلیمان | Aida Touma-Suleiman | هدش             | ۲۰، ۲۱، ۲۲، ۲۳، ۲۴، ۲۵                     |                                                          |

## نمایندگان پیشین (۹۰ نفر)
| نام نماینده کنست   | چهره                    | حزب یا احزاب | کنست‌ها                                | یادداشت‌ها                                                                                 |
| ------------------ | ----------------------- | --- | ------------------------------------- | ----------------------------------------------------------------------------------------- |
| احمد الظاهر        | Ahmed A-Dahar           | پیشرفت و توسعه | ۴، ۵                                  |                                                                                           |
| عفو اغباریه        | Afu Agbaria             | هدش | ۱۸، ۱۹                                |                                                                                           |
| طالب ابو عرار      | Taleb Abu Arar          | فهرست متحد عربی فهرست مشترک                                                                                              | ۱۹، ۲۰                                | بادیه‌نشینان                                                                               |
| محمود النشف        | Mahmud Al-Nashaf        | کشاورزی و توسعه | 4                                     |                                                                                           |
| حمد ابو ربیعه      | Hamad Abu Rabia         | فهرست عربی برای بادیه‌نشینان و روستاییان معراخ فهرست متحد عربی                                                            | ۸، ۹                                  |                                                                                           |
| لبیب حسین ابو رکان | Labib Hussein Abu Rokan | مشارکت و برادری | ۴                                     |                                                                                           |
| جبار عساقله        | Jabar Asakla            | فهرست مشترک | ۲۲، ۲۳                                | دروز                                                                                      |
| اسعد اسعد          | Assad Assad             | لیکود | ۱۳                                    |                                                                                           |
| شفیق اسعد          | Shafik Assad            | دش جنبش دموکراتیک احوا تلم                                                                                               | ۹                                     |                                                                                           |
| زیدان عطاشی        | Zeidan Atashi           | شینوی | ۹، ۱۱                                 |                                                                                           |
| جمعه ازبرقه        | Juma Azbarga            | فهرست مشترک | ۲۰                                    | بادیه‌نشینان                                                                               |
| محمد برکه          | Mohammad Barakeh        | هدش | ۱۵، ۱۶، ۱۷، ۱۸، ۱۹                    | نائب رئیس پیشین کنست                                                                      |
| زهیر بهلول         | Issawi Freij            | اتحاد صهیونیستی | ۲۰                                    | مسلمان سنی                                                                                |
| رستم بستونی        | Rostam Bastuni          | ماپام | ۲                                     |                                                                                           |
| عزمی بشاره         | Azmi Bishara            | بلد | ۱۴، ۱۵، ۱۶، ۱۷                        |                                                                                           |
| احمد دباح          | Ahmed Dabbah            | کادیما | ۱۸                                    |                                                                                           |
| عبدالوهاب دراوشه   | Abdulwahab Darawshe     | معراخ حزب دموکراتیک عربی                                                                                                 | ۱۱، ۱۲، ۱۳، ۱۴                        |                                                                                           |
| عبدالمالک دهامشه   | Abdulmalik Dehamshe     | فهرست متحد عربی | ۱۴، ۱۵، ۱۶                            | نائب رئیس کنست                                                                            |
| یوسف دیاب          | Yussef Diab             | مشارکت و برادری | ۴                                     |                                                                                           |
| سیف‌الدین الزعبی    | Seif el-Din el-Zoubi    | فهرست دموکراتیک ناصره فهرست دموکراتیک اسرائیلی‌های عرب پیشرفت و توسعه همکاری و توسعه معراخ فهرست متحد عربی                | ۱، ۲، ۳، ۶، ۷، ۸، ۹،                  |                                                                                           |
| حسین فارس          | Hussein Faris           | ماپام | ۱۲                                    |                                                                                           |
| عیسوی فریج         | Issawi Freij            | میرتس | ۱۹، ۲۰، ۲۱، ۲۴                        | مسلمان سنی                                                                                |
| باسل غطاس          | Basel Ghattas           | بلد فهرست مشترک | ۱۹، ۲۰                                | مسیحی                                                                                     |
| مازن غنایم         | Mazen Ghanaim           | فهرست متحد عرب | ۲۴                                    |                                                                                           |
| مسعود غنایم        | Mas'oud Ghnaim          | فهرست متحد عربی فهرست مشترک                                                                                              | ۱۸، ۱۹، ۲۰                            | مسلمان سنی                                                                                |
| امیلی حبیبی        | Emile Habibi            | مکی حزب کمونیست اسرائیل                                                                                                  | ۲، ۳، ۵، ۶، ۷                         |                                                                                           |
| حنه حداد           | Haneh Hadad             | حزب کار اسرائیل | ۱۳                                    | مسیحی                                                                                     |
| رفیق حاج یحیی      | Rafik Haj Yahia         | یک ملت حزب کار اسرائیل                                                                                                   | ۱۴                                    |                                                                                           |
| ولید حاج یحیی      | Walid Haj Yahia         | جبهه چپ اسرائیل میرتس | ۹، ۱۳، ۱۴                             |                                                                                           |
| فارس حمدان         | Faras Hamdan            | کشاورزی و توسعه | ۲، ۳                                  |                                                                                           |
| یوسف حمیس          | Yussuf Hamis            | ماپام | ۳، ۴، ۵                               |                                                                                           |
| سعید الحارومی      | Said al-Harumi          | فهرست مشترک فهرست متحد عرب                                                                                               | ۲۰، ۲۲، ۲۳، ۲۴                        | بادیه‌نشینان                                                                               |
| صلاح‌حسن حنیفس      | Salah-Hassan Hanifes    | کشاورزی و کار | ۲، ۳                                  | دروز                                                                                      |
| اکرم حسون          | Akram Hasson            | کادیما کولانو | ۱۸، ۲۰                                | دروز                                                                                      |
| نادیا هیلو         | Nadia Hilou             | حزب کار اسرائیل | ۱۷                                    | مسیحی                                                                                     |
| ابراهیم حجازی      | Ibrahim Hijazi          | فهرست مشترک | ۲۰                                    | مسلمان سنی                                                                                |
| خلیل-سلیم جباره    | Halil-Salim Jabara      | احدوت هعفودا | ۵                                     |                                                                                           |
| حسنیه جباره        | Hussniya Jabara         | میرتس | ۱۵                                    | نخستن زن نماینده کنست                                                                     |
| یوسف جبارین        | Yousef Jabareen         | فهرست مشترک هدش-تعال فهرست مشترک                                                                                         | ۲۰، ۲۱، ۲۲، ۲۳                        | مسلمان سنی                                                                                |
| امین-سلیم جرجوره   | Amin-Salim Jarjora      | فهرست دموکراتیک ناصره | ۱                                     |                                                                                           |
| محمد کنعان         | Muhamad Kanan           | فهرست متحد عربی حزب ملی عربی                                                                                             | ۱۵                                    |                                                                                           |
| مسعد کسایس         | Masaad Kassis           | فهرست دموکراتیک اسرائیلی‌های عرب                                                                                          | ۲، ۳                                  | ملکی                                                                                      |
| ایوب کارا          | Ayoob Kara              | لیکود | ۱۵، ۱۶، ۱۸، ۲۰                        | دروز، نائیب رئیس کنست پیشین                                                               |
| حمد خلیلی          | Hamad Khalaily          | معراخ | ۱۰                                    |                                                                                           |
| توفیق خطیب         | Tawfik Khatib           | فهرست متحد عربی حزب ملی عربی                                                                                             | ۱۴، ۱۵                                |                                                                                           |
| رالب مجادله        | Raleb Majadele          | حزب کار اسرائیل | ۱۶، ۱۷، ۱۸، ۱۹                        | نخستین وزیر عرب مسلمان. وزیر سیار (۲۰۰۷)، وزیر علوم، فرهنگ و ورزش (۲۰۰۷–۲۰۰۹)             |
| هاشم محمد          | Hashem Mahameed         | هدش بلد فهرست متحد عربی ائتلاف ملی پیشرفت                                                                                | ۱۲، ۱۳، ۱۴، ۱۵                        |                                                                                           |
| عصام مخول          | Issam Makhoul           | هدش | ۱۵، ۱۶                                |                                                                                           |
| ابتسام مراعنه      | Ibtisam Mara'ana        | حزب کار اسرائیل | ۲۴                                    |                                                                                           |
| مفید ماری          | Mufid Mari              | آبی و سفید | ۲۴                                    | دروز                                                                                      |
| عبدالله ابو معروف  | Abdullah Abu Ma'aruf    | فهرست مشترک | ۲۰                                    | دروز                                                                                      |
| نواف مصالحة        | Nawaf Massalha          | معراخ حزب کار اسرائیل یک اسرائیل                                                                                         | ۱۲، ۱۳، ۱۴، ۱۵                        | معاون وزیر، نائب رئیس کنست                                                                |
| محمد میاری         | Mohammed Miari          | فهرست پیشرفت برای صلح | ۱۱، ۱۲                                |                                                                                           |
| جبر معادی          | Jabr Moade              | فهرست دموکراتیک اسرائیلی‌های عرب مشارکت و برادری همکاری و توسعه حزب اسرائیلی‌های دروز پیشرفت و توسعه معراخ فهرست متحد عربی | ۲، ۳، ۵، ۶، ۷، ۸، ۹                   | دروز، معاون وزیر                                                                          |
| غدیر مریح          | Gadeer Mreeh            | آبی و سفید یش عتید-تلم                                                                                                   | ۲۱، ۲۲، ۲۳                            | دروز                                                                                      |
| فتین ملا           | Fateen Mulla            | لیکود | ۲۱، ۲۳، ۲۴                            | دروز                                                                                      |
| حنه موایس          | Hanna Mwais             | هدش | ۹                                     |                                                                                           |
| محمد نفاء          | Mohamed Naffa           | هدش | ۱۲                                    | دروز                                                                                      |
| سعید نفاع          | Said Nafa               | بلد | ۱۷، ۱۸                                | دروز                                                                                      |
| الیاس نخله         | Elias Nakhleh           | پیشرفت و توسعه همکاری و توسعه برادری یهود-عرب مشارکت و برادری                                                            | ۴، ۵، ۶، ۷                            |                                                                                           |
| امل ناصرالدین      | Said Nafa               | لیکود | ۸، ۹، ۱۰، ۱۱                          | دروز                                                                                      |
| دیاب عبید          | Diyab Obeid             | مشارکت و برادری | ۵، ۶، ۷                               |                                                                                           |
| نیون ابو رحمون     | Niven Abu Rahmoun       | فهرست مشترک | ۲۰                                    |                                                                                           |
| صالح سعد           | Saleh Saad              | اتحاد صهیونیستی | ۲۰                                    | دروز                                                                                      |
| اسامه سعدی         | Osama Saadi             | فهرست مشترک هدش-تعال فهرست مشترک                                                                                         | ۲۰، ۲۱، ۲۲، ۲۳، ۲۴                    | مسلمان سنی                                                                                |
| احمد سعد           | Ahmad Sa'd              | هدش | ۱۴                                    |                                                                                           |
| علی صلاحه          |                         | میرتس | ۲۴                                    | دروز                                                                                      |
| طالب السنا         | Taleb es-Sana           | حزب دموکراتیک عربی فهرست متحد عربی                                                                                       | ۱۳، ۱۴، ۱۵، ۱۶، ۱۷، ۱۸                | بادیه‌نشینان                                                                               |
| صندس صالح          | Sondos Saleh            | فهرست مشترک | ۲۳                                    |                                                                                           |
| صالح سلیم          | Saleh Saleem            | هدش | ۱۳، ۱۴                                |                                                                                           |
| ابراهیم صرصور      | Ibrahim Sarsur          | فهرست متحد عربی | ۱۷، ۱۸، ۱۹                            | مسلمان سنی                                                                                |
| متانس شحاده        | Mtanes Shehadeh         | فهرست متحد عرب–بلد فهرست مشترک                                                                                           | ۲۱، ۲۲، ۲۳                            | مسیحی                                                                                     |
| سامی ابو شحاده     | Sami Abu Shehadeh       | فهرست مشترک | ۲۲، ۲۳، ۲۴                            |                                                                                           |
| شکیب شنان          | Shachiv Shnaan          | حزب کار اسرائیل مستقل | ۱۷، ۱۸                                | دروز                                                                                      |
| صالح سلیمان        | Saleh Suleiman          | کشاورزی و کار | ۳                                     |                                                                                           |
| حنه سوید           | Hana Sweid              | هدش | ۱۷، ۱۸، ۱۹                            | مسیحی                                                                                     |
| واصیل طه           | Wasil Taha              | بلد | ۱۶، ۱۷                                |                                                                                           |
| صلاح طریف          | Salah Tarif             | معراخ حزب کار اسرائیل یک اسرائیل                                                                                         | ۱۲، ۱۳، ۱۴، ۱۵، ۱۶                    | نخستین وزیر عرب (وزیر سیار)، همچنین نائب رئیس کنست، دروز                                  |
| توفیق طوبی         | Tawfik Toubi            | مکی رکح هدش | ۱، ۲، ۳، ۴، ۵، ۶، ۷، ۸، ۹، ۱۰، ۱۱، ۱۲ | دومین نماینده پارلمان با بیشترین زمان خدمت (۴۱ سال، ۵ ماه و ۹ روز). نخستین نفر: شیمون پرز |
| وائل یونس          | Wael Younis             | فهرست مشترک | ۲۰                                    |                                                                                           |
| مجللی وهابی        | Majalli Wahabi          | لیکود کادیما هاتنوعا | ۱۶، ۱۷، ۱۸                            | دروز، نائب رئیس پیشین کنست، مدت زمان کوتاهی رئیس‌جمهور موقت اسرائیل بود.                   |
| محمد وتاد          | Muhammed Wattad         | معراخ ماپام هدش | ۱۰، ۱۱                                |                                                                                           |
| عبدالحکیم حاج یحیی | Abd al-Hakim Hajj Yahya | فهرست مشترک فهرست متحد عرب–بلد                                                                                           | ۲۰، ۲۱                                | مسلمان سنی                                                                                |
| هبه یزبک           | Heba Yazbak             | فهرست متحد عرب–بلد فهرست مشترک                                                                                           | ۲۱، ۲۲، ۲۳                            | مسلمان سنی                                                                                |
| جمال زحالقه        | Jamal Zahalka           | بلد فهرست مشترک | ۱۶، ۱۷، ۱۸، ۱۹، ۲۰                    |                                                                                           |
| عباس زکور          | Abbas Zakour            | فهرست متحد عربی | ۱۷                                    |                                                                                           |
| توفیق زیاد         | Tawfiq Ziad             | رکح هدش | ۸، ۹، ۱۰، ۱۱، ۱۲، ۱۳                  |                                                                                           |
| حنین زعبی          | Haneen Zouabi           | بلد فهرست مشترک | ۱۸، ۱۹، ۲۰                            | مسلمان سنی. نخستین زن عرب انتخاب‌شده از فهرست عربی به کنست                                 |
| عبدالعزیز الزعبی   | Abd el-Aziz el-Zoubi    | ماپام معراخ | ۶، ۷، ۸                               | نخستین معاون وزیر عرب                                                                     |
| غیداء رینوی زعبی   | Ghaida Rinawie Zoabi    | میرتس | ۲۴                                    |                                                                                           |